# Melanézia-kupa
A Melanézia-kupa egy labdarúgótorna volt a melanéziai országok válogatottjainak számára, a Polinézia-kupa társaságában arra szolgál, hogy a válogatottak kijussanak az OFC-nemzetek kupájára. Az utolsó kiírást 2001-ben rendezték.
A torna körmérkőzéses rendszerben zajlott, minden csapat minden csapat ellen egyszer játszott a tornának otthont adó országban. 1994-ben először és utójára a Salamon-szigetek nyerte a sorozatot, habár korábban az évben Naurutól 2–1-re kikaptak úgy, hogy Nauru az első válogatott meccsét játszotta ekkor.
2008-ban megalakult a Wantok kupa, amelyet Pápua Új-Guinea, a Salamon-szigetek és Vanuatu közt rendeztek. Az Óceániai Labdarúgó-szövetség a "már megszűnt Melanézia-kupa utódjaként" emlegette.